# Mandzsukuo zászlaja
Az egykori Mandzsukuo zászlaja a következőképpen nézett ki: sárga alapon négy horizontális csík a bal felső sarokban. Ezek a színek egyaránt jelöltek egy-egy népességet az államon belül, illetve egy-egy fontos tulajdonságot. A zászló színeit a Kínai Köztársaság régi ötszínű zászlaja alapján mintázták meg. Továbbá a zászló igen hasonlatos a Fengtian-klikk által használt lobogóhoz.
A zászló színei a következőt jelképezik:
- Sárga: a mandzsu emberek és az egység.
- Vörös: a japánok és a bátorság.
- Kék: a kínai nép és az igazság.
- Fehér: a mongolok és a tisztaság.
- Fekete: a koreai nemzetiségűek és az elszántság.

## További zászlók

A Mandzsukuói Tengerészeti Hivatal zászlaja
A postahivatal zászlaja
A tengeri szállítóhajók zászlaja
A Mandzsukuói Parti Őrség zászlaja
A védelmi miniszter zászlaja
A haditengerészet admirálisának zászlaja
A haditengerészet altengernagyának zászlaja
A haditengerészet ellentengernagyának zászlaja
A haditengerészet sorhajókapitányának zászlaja
A flotta főparancsnokának zászlaja
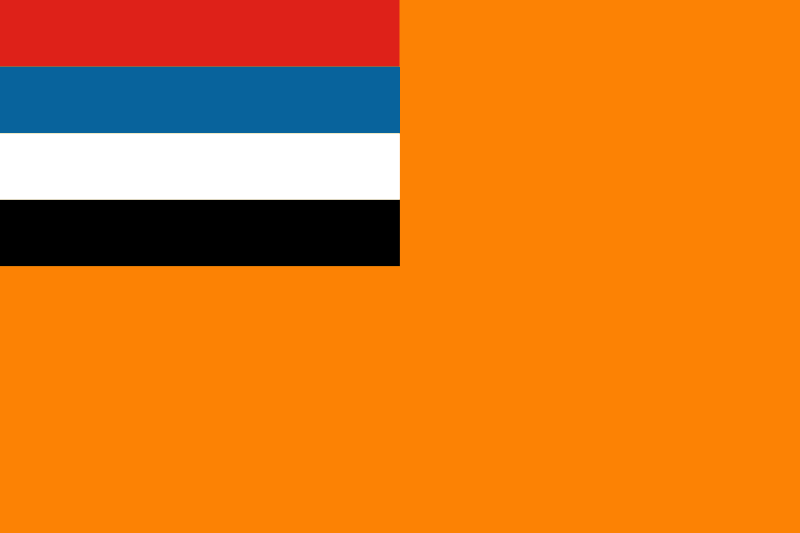
Mandzsukuo zászlaja 1932–1934 között